# Hot Limit
HOT LIMIT è una canzone di T.M.Revolution, successivamente interpretata anche dagli High and Mighty Color.

## Versione di T.M.Revolution
T.M.Revolution pubblicò HOT LIMIT come singolo il 24 giugno 1998, come anticipazione dell'album the force, che verrà pubblicato il 10 marzo 1999. Il singolo si posizionò al 1º posto nella classifica Oricon, restandovi per ben 13 settimane. Con 711 170 copie vendute, risultò il 30º singolo più venduto dell'anno. La title track venne usata in uno spot pubblicitario per la Mitsuya Cider.

### Lista tracce
1. HOT LIMIT – 4:10
2. AQUALOVERS 〜 DEEP into the night – 4:48
3. HOT LIMIT (MITSUYA-MIX) – 4:21

### Formazione
- T.M.Revolution – voce, chitarra
- Daisuke Asakura – tastiere, programmazione

## Versione degli High and Mighty Color
10 anni dopo, il 25 giugno 2008, il gruppo J-rock High and Mighty Color pubblicò come singolo una cover della canzone. Fu il primo singolo della band dopo l'uscita del loro quarto album, Rock Pit. Fu anche la seconda volta che il gruppo registrò una cover (la prima era ROSIER dei Luna Sea, inserita nell'album Rock Pit). Il singolo venne pubblicato anche in edizione limitata, insieme ad un DVD contenente il videoclip di HOT LIMIT, in cui compare anche T.M.Revolution.
Il b-side Mirror e il videoclip di HOT LIMIT vennero successivamente inseriti nella raccolta BEEEEEEST.

### Lista tracce

#### CD
1. HOT LIMIT (Takanori Nishikawa, High and Mighty Color) – 3:59
2. Kira Kira Summer (キラキラ Summer?) (Yūsuke) – 3:32
3. Mirror (ミラー?) (Yūsuke, Mackaz) – 3:51
4. HOT LIMIT (Instrumental) (High and Mighty Color) – 3:58

#### DVD
1. HOT LIMIT (Video) – 4:21

### Formazione
- Mākii – voce
- Yūsuke – seconda voce
- Kazuto – chitarra solista; chitarra ritmica e cori in Mirror
- MEG – chitarra ritmica; chitarra solista e cori in Mirror
- Mai Hoshimura – tastiere
- Mackaz – basso
- SASSY – batteria